# Вербовое (Голованевский район)
Вербо́вое (укр. Вербове) — село в Голованевской поселковой общине Голованевского района Кировоградской области Украины.
Население по переписи 2001 года составляло 596 человек. Почтовый индекс — 26509. Телефонный код — 5252. Занимает площадь 2,948 км². Код КОАТУУ — 3521480501.